# Seniorenkonvent
Een seniorenkonvent, afgekort als SK, is de officiële vergadering van alle senioren van erkende studentenclubs en studentengezelligheidsverenigingen aan één of meerdere plaatselijke universiteiten of hogescholen.  
Het begrip is afkomstig uit Duitsland, Oostenrijk en Zwitserland, waar in het begin van de 19e eeuw in elke universiteitsstad Senioren Convente werden opgericht.  De functie van een Seniorenkonvent is historisch het regelmatig onderlinge overleg tussen de plaatselijke studentenverenigingen (Studentencorps) te stimuleren, structureren en te bestendigen in verband met alle zaken die van gemeenschappelijk belang zijn.  Bijvoorbeeld het codificeren van studententradities, geschillenbeslechting, opname en ontslag van leden e.d.m.  
Seniorenkonventen dienen in principe te worden onderscheiden van koepels van faculteitskringen of studieverenigingen.  De laatste decennia zijn dergelijke hybride studentenverenigingen die, naast het vervullen van een sociale functie als gezelligheidsvereniging, ook andere functies vervullen zoals een studiefunctie bijvoorbeeld, in opmars.
In Vlaanderen bestaan er volgende Seniorenkonventen:
- in Leuven: 
  - Seniorenkonvent Leuven (SK Leuven, 19 november 1929) voor de Katholieke Universiteit Leuven
  - Meisjesseniorenkonvent (MSK, oktober 1997) Katholieke Universiteit Leuven
- in Gent: 
  - Seniorenkonvent Ghendt (SK Ghendt, 23 november 1935)
- in Brussel: 
  - Brussels Seniorenkonvent (BSK) voor de Erasmushogeschool Brussel en Koninklijke Militaire School
  - KVHV-Brussel (1975) voor EHSAL, VLEKHO en de Katholieke Universiteit Brussel
  - Brussels Studenten Genootschap (BSG) voor de Vrije Universiteit Brussel
- in Antwerpen:
  - Unifac (1966) voor de campus Stad van de Universiteit Antwerpen.
  - ASK-Stuwer (ASK-Stuwer, 2005) voor de campussen Middelheim, Groenenborger en Drie Eiken van de Universiteit Antwerpen.
- in West-Vlaanderen: 
  - Seniorenkonvent Kortrijk (SK Kortrijk) voor weekclubs (KULAK, hogeschool- en caféclubs)
  - Seniorenkonvent West-Vlaanderen (SK West-Vlaanderen) voor hogeschool- en weekendclubs
  - Seniorenkonvent Zuid-Westers (SK Zuid-Westers) voor weekendclubs
  - Seniorenkonvent Ancienitas (SK Anciennitas) voor weekendclubs.
- in Limburg: 
  - Limburgs Overkoepelend Studentenorgaan (LOSO) voor de studentenverenigingen die verbonden zijn aan de universiteit en de hogescholen te Limburg
  - Seniorenkonvent Hasselt-Diepenbeek (SK Hasselt-Diepenbeek) voor de studentenclubs te Hasselt en Diepenbeek.
- in Aalst:
  - Studentenverbond Hoger Onderwijs Aalst-Katholiek Vlaams Hoogstudentenverbond Aalst (SHOA-KVHV Aalst) voor de hogescholen te Aalst.
- in Sint-Katelijne-Waver:
  - Katholiek Vlaams Technisch Hoogstudentenverbond Mechelen (KVTHVM, 6 mei 1949) voor Katholieke Industriële Hogeschool De Nayer Mechelen.
- in Mechelen:
  - SeniorenKonvent Mechelen (SKMechelen) voor de hogescholen te Mechelen.
- in Geel:
  - Atomos voor de hogescholen te Geel en in de kempen